# Justo Vicente José de Herrera y Díaz del Valle
Justo Vicente José de Herrera y Díaz del Valle kurz Justo Herrera (* 19. Juli 1786 in Choluteca, Honduras; † 1856 in Honduras) war von 28. Mai 1837 bis 3. September 1838 Supremo Director der Provinz Honduras innerhalb der Zentralamerikanischen Konföderation.

## Leben
Dionisio de Herrera wurde als Sohn einer wohlhabenden Familie im spätkolonialen Zentralamerika geboren. Seine Eltern waren Paula Díaz del Valle und Juan Jacinto Herrera. Seine Brüder waren José Dionisio und Próspero. Sein Vetter war José Cecilio Díaz del Valle.
Vom 6. April 1820 bis zum September 1821 war er Provinzabgeordneter für Choluteca. Er war Sekretär der verfassungsgebenden Versammlung von 1824.
Er war Teniente de Alcalde Mayor (bei Krankheit, Abwesenheit, Rücktritt oder Tod des Amtsinhabers, vertretungsberechtigter Referent) von Choluteca.
Er wurde durch das honduranische Parlament zum Supremo Director gewählt. Er ließ Aufständische der Partido Conservador in Nacaome, Texiguat und Manto schlagen. In seiner Amtszeit brach in Honduras eine Cholera-Epidemie aus. Er dekretierte die Einrichtung von Gesundheitskommissionen, die Quarantänemaßnahmen und Medikamente verwalteten. Von Gracias im Departamento Lempira wurden mehr als 400 Todesfälle gezählt. Er gründete den Staatsanzeiger Semanario Oficial de Honduras zur Veröffentlichung von Dekreten. Er gründete ein statistisches Amt. Justo Herrera bekämpfte die Föderationsgegner.
Die Partido Conservador provozierte 1838 die Ausrufung einer verfassungsgebenden Versammlung mit dem Ziel den Bund aufzulösen. Justo José Herrera berief am 1. Juni 1838 eine verfassunggebende Versammlung ein, welche die Verfassung von 1825 außer Kraft setzte.
Die am 16. Juni 1838 zusammengetretene verfassungsgebende Versammlung wurde von Separatisten beherrscht und nahm ein Gesetz zur Auflösung, welches der Consejo Federal (Bundesrates), welcher sich in El Salvador (damals Synonym für San Salvador) getroffen hatte, beschlossen hatte, dass die Republiken der República de Centro América frei und unabhängig seien.
Herrera trat am 3. September 1838 aus gesundheitlichen Gründen von seinem Amt zurück.
Die verfassungsgebende Versammlung trat am 7. Oktober 1838 zusammen, den Vorsitz erhielt Juan Nepomuceno Fernández Lindo y Zelaya, der Sekretär war der Abgeordnete aus Comayagua, Francisco Aguilar. Am 5. November 1838 proklamierte die verfassungsgebende Versammlung die Unabhängigkeit von Honduras von der República de Centro América.